# 殷汝驪
殷汝驪（1883年—1940年），字鋳夫，中国民主革命者、政治人物。

## 生平
殷汝驪毕业于上海震旦大学，此后赴日本留学早稻田大学政治经济科。其间加入中国同盟会。毕业回中国后，殷汝驪任湖北法政学堂教習。
中華民国成立後，殷汝驪任統一共和党常務幹事。1913年（民国2年），他当选民元国会衆議院議員。后来他参加二次革命，革命失败后流亡日本，在日本创办革命派軍事学校「浩然廬（浩然学社）」。1914年（民国3年），他成为欧事研究会发起人之一（其弟殷汝耕为该会成員）。1914年回到中国，在上海创办《時事新報》。
1916年（民国5年）7月，他署理北洋政府財政部次長。1917年4月，他因涉嫌收取精銅工場賄賂而逃亡，投奔孫文的广东军政府。1920年（民国9年），他担任瓊崖實業交通事務處處長。此後他還曾任江蘇省銀行總經理。
国民政府時期，殷汝驪於1927年4月任福建省政府委員兼国民政府財政部国税特派員。10月兼任福建鹽運使。1928年8月，殷汝驪辭職。1932年（民国21年），他擔任国民政府文官處参事，後辭職，到上海任会计师。後來他曾任旅滬全浙公会主席團主席、東北義勇軍後援会常務理事。抗日戰争爆發後，他遷居四川。晩年喜好書画。
1940年（民国29年），殷汝驪病逝於成都市，享年58歲。

## 家庭
- 弟：殷汝耕
- 子：殷之浩
- 孫女：殷琪

## 注
1. ↑  徐友春主編《民国人物大辞典 增訂版》稱其1928年2月任福建省民政廳廳長，但劉寿林等主編《民国職官年表》沒記載該任命。